# Печ (община)
Печ (серб. Пећ) — громада в Косові, входить до складу Пецького округу.
Населення близько 170 тис. осіб. Займана площа 603 км².
Адміністративний центр громади — місто Печ.